# El Bodón
El Bodón é um município da Espanha na província de Salamanca, comunidade autónoma de Castela e Leão, de área 60,74 km² com população de 308 habitantes (2007) e densidade populacional de 5,25 hab/km².

## Demografia
| Variação demográfica do município entre 1991 e 2004 | Variação demográfica do município entre 1991 e 2004 | Variação demográfica do município entre 1991 e 2004 | Variação demográfica do município entre 1991 e 2004 |
| --------------------------------------------------- | --------------------------------------------------- | --------------------------------------------------- | --------------------------------------------------- |
| 1991                                                | 1996                                                | 2001                                                | 2004                                                |
| 427                                                 | 355                                                 | 338                                                 | 319                                                 |